# Jardin botanique de Haute-Bretagne

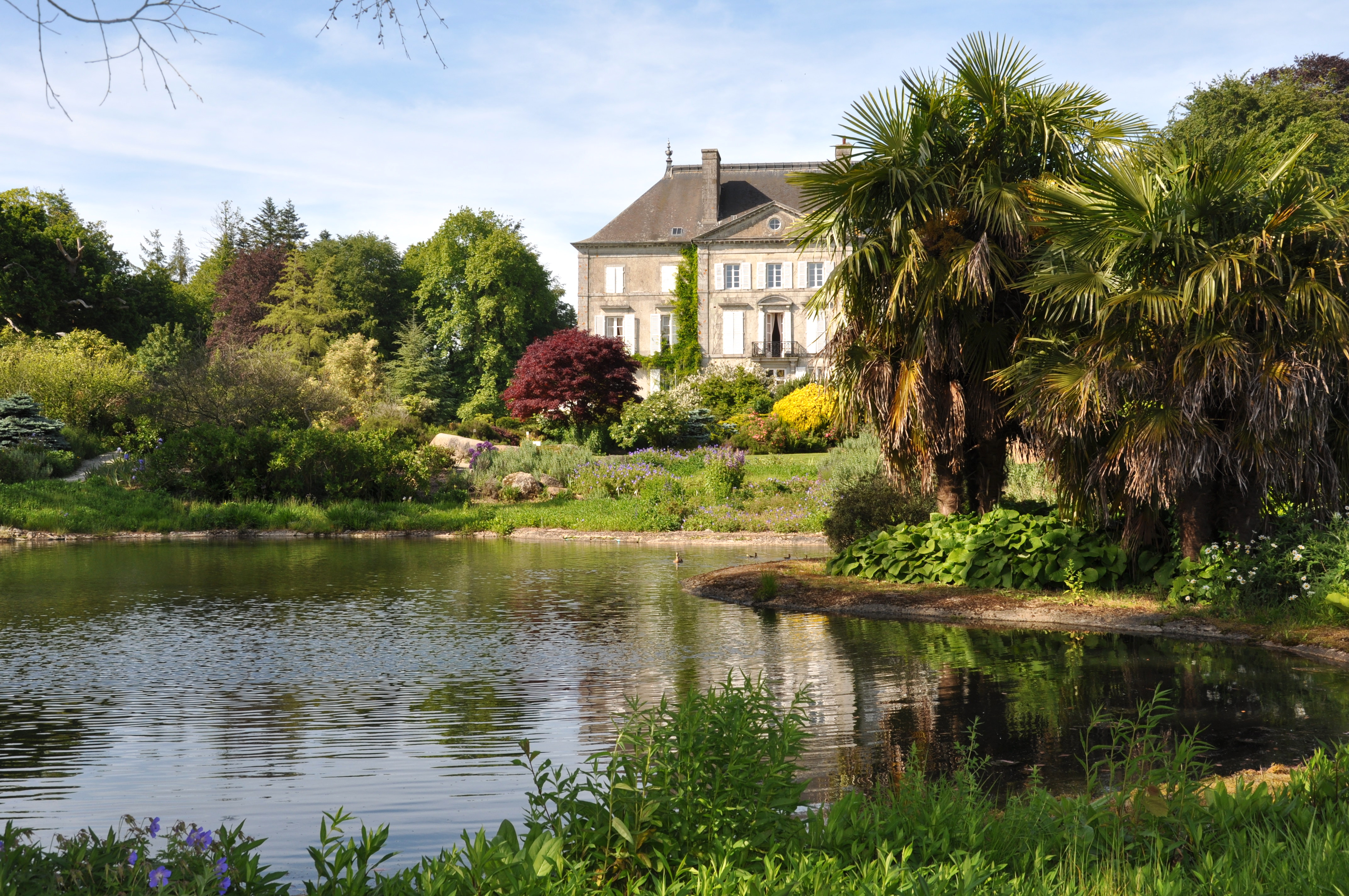
Schloss „La Foltière“

Der Jardin botanique de Haute-Bretagne („Botanischer Garten der Haute-Bretagne“, früher als „Blumengarten Haute-Bretagne“ bekannt) liegt in der Bretagne (Frankreich), etwa 10 Kilometer nördlich der Stadt Fougères. Er ist in Privatbesitz, aber bleibt für die Öffentlichkeit zugänglich. Seine Fläche beträgt 25 Hektar. Mitten in diesem Garten befindet sich das Schloss „La Foltière“, das 1847 errichtet wurde.

## Lage
Der Jardin botanique de Haute-Bretagne liegt im Dorf Le Châtellier, etwa 10 Kilometer nördlich der Stadt Fougères, zwischen Rennes und dem Mont-Saint-Michel.

## Geschichte
Das Landgut „La Foltière“ wurde 1820 von der Familie Frontin des Buffards gekauft. Um 1840 entschied diese Familie, das heutige Schloss zu errichten und einen romantischen englischen Garten zu schaffen. Das alte Herrenhaus, das zur Zeit der französischen Revolution Hauptquartier des „Chouans“-Führers Comte Joseph de Puisaye war, wurde abgerissen.
Im zwanzigsten Jahrhundert waren Schloss und Garten lange verlassen. 1994 wurde das Landgut von Alain Jouno gekauft. Er begann 1995 den Garten neu zu gestalten und 16 poetisch inspirierte Gärten zu schaffen. Seitdem wurden 8 weitere Gärten entworfen.

## Die Gärten
Die Gestaltung der Gärten wurde durch poetische, mythologische oder historische Einflüsse geprägt. Jeder Garten hat einen eigenen Stil und strahlt eine eigene Stimmung aus.

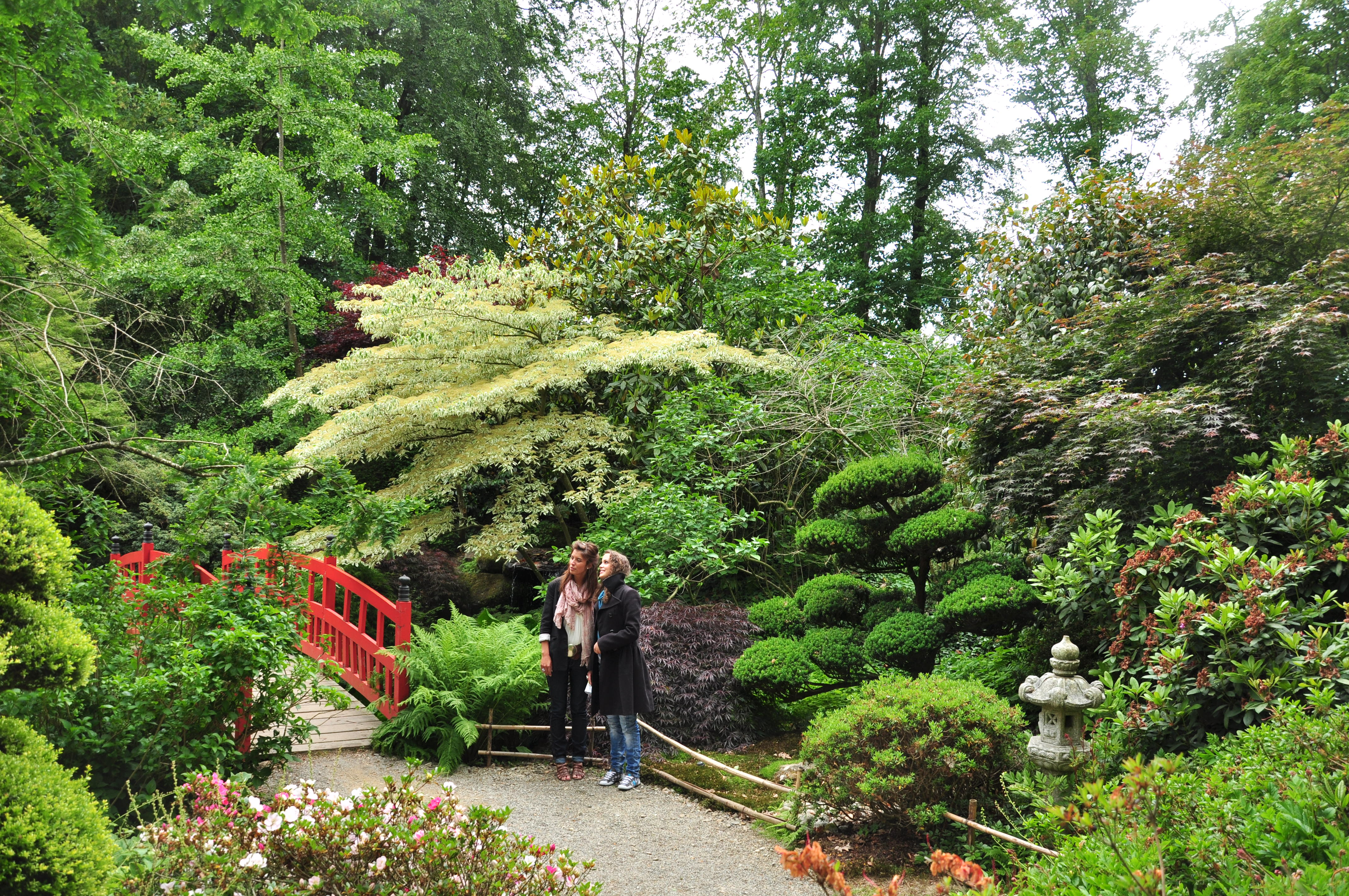
Der Garten der Morgensonne

Die Gärten lassen sich in drei Gruppen einteilen:
- Die historisch oder mythologisch inspirierten Gärten:
  - die Allee der weißen Rosen
  - der Garten aus Tausendundeiner Nacht
  - die antike Stadt
  - Knossos
  - das Bambuswäldchen
  - der Geheimgarten
  - die Allee der alten Rosen
  - der Garten des Dionysos
  - der Garten des Olymps
  - das Robinson-Labyrinth
  - der prähistorische Garten
- Die romantischen Gärten:
  - der Garten der Morgensonne
  - der kleine Wald
  - der Garten der exotischen Parfüms
  - der blaue Quell
  - die Höhle der karnivoren Pflanzen
  - der Garten der vier Jahreszeiten
  - die Allee der modernen Rosen
- Die Dämmerungsgärten:
  - der Abendgarten
  - der Garten der gestirnten Nächte
  - der Garten einer Sommernachtträumerei
  - der Garten des roten Monds
  - der Garten des Abendhimmels
  - der Garten der alten Eiche

Mehrere Gärten sind den Kindern gewidmet (das Robinson-Labyrinth, der prähistorische Garten etc.).

## Pflanzenarten
Der Jardin botanique de Haute-Bretagne bietet tausende Pflanzenarten. Er verfügt über eine große Sammlung von Pflanzen, die sauren Boden benötigen (Rhododendren, Lorbeerrosen, Magnolien, Hortensien).
Im März blühen die Kamelien und die Magnolien (Magnolias campbellii u. a.). Dann kommt im April und Mai die Zeit des Erblühens der Azaleen und der Rhododendren.

## Zugänglichkeit für Behinderte
Die Gärten bieten Rollstuhlfahrern einen problemlosen Zugang. Die französische Verwaltung hat dem Jardin botanique de Haute-Bretagne das Gütezeichen „Tourisme & Handicap“ (d. h. Tourismus & Behinderung) verliehen.

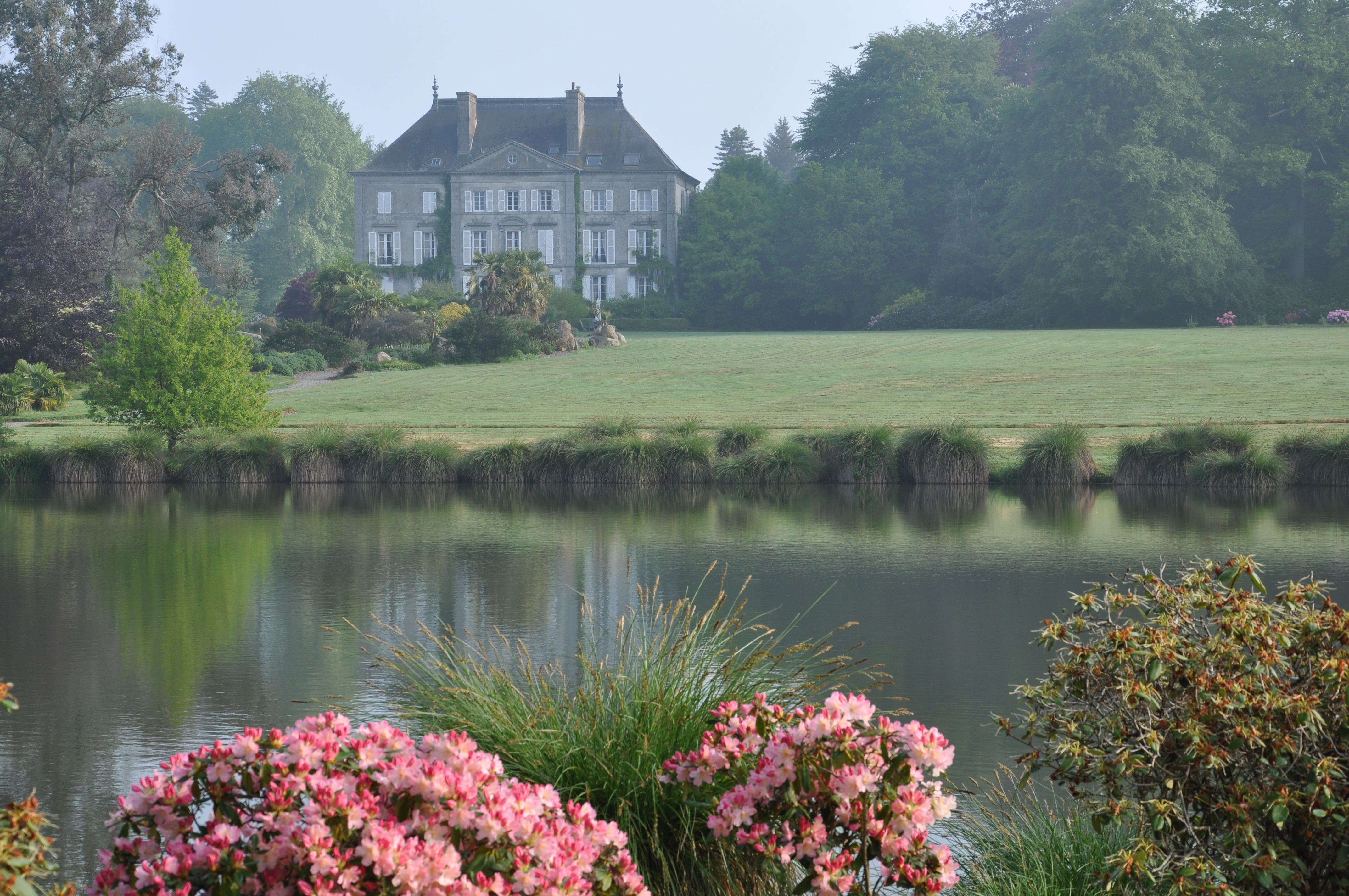
Schloss La Foltière
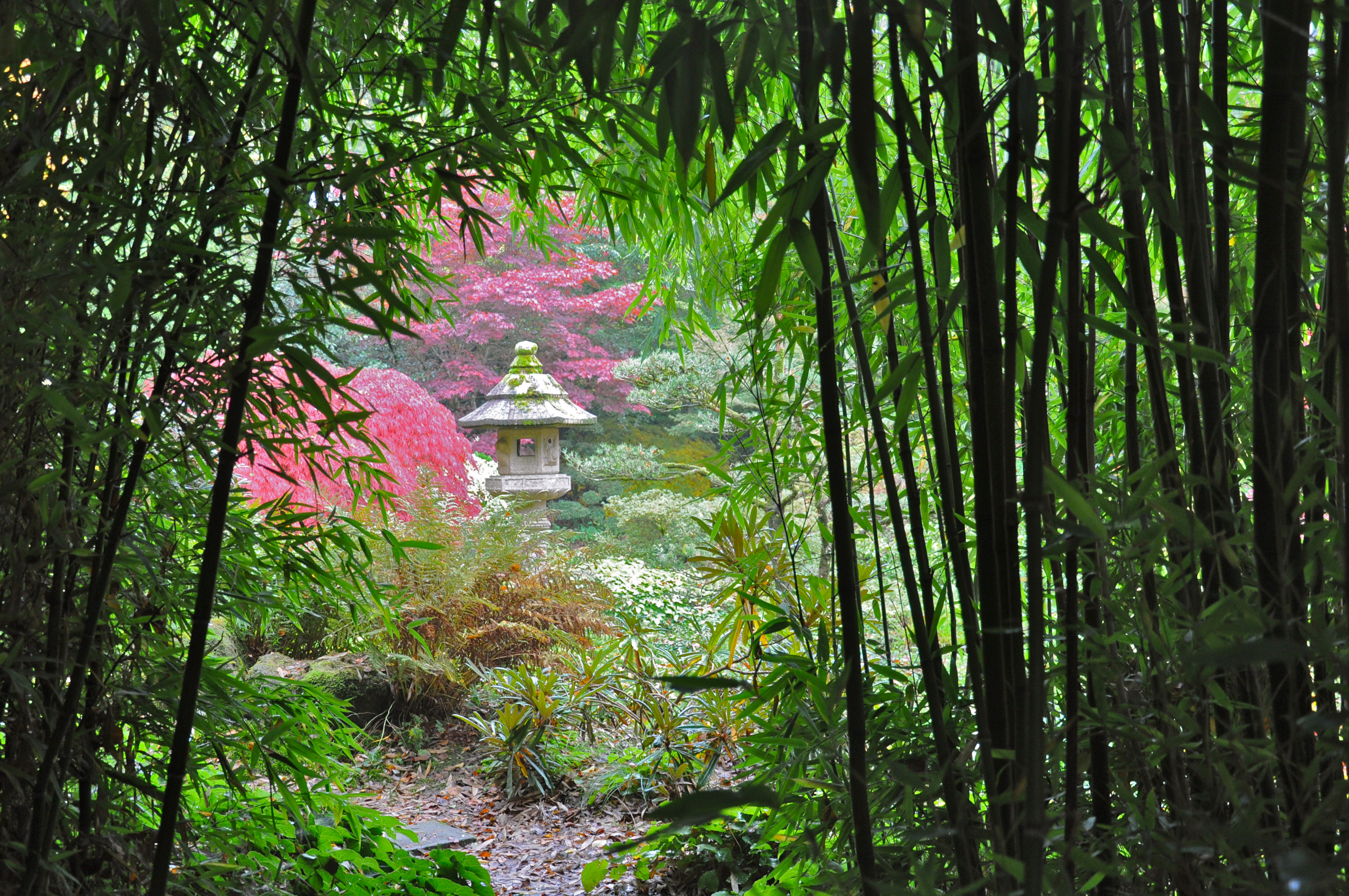
Der Garten der Morgensonne
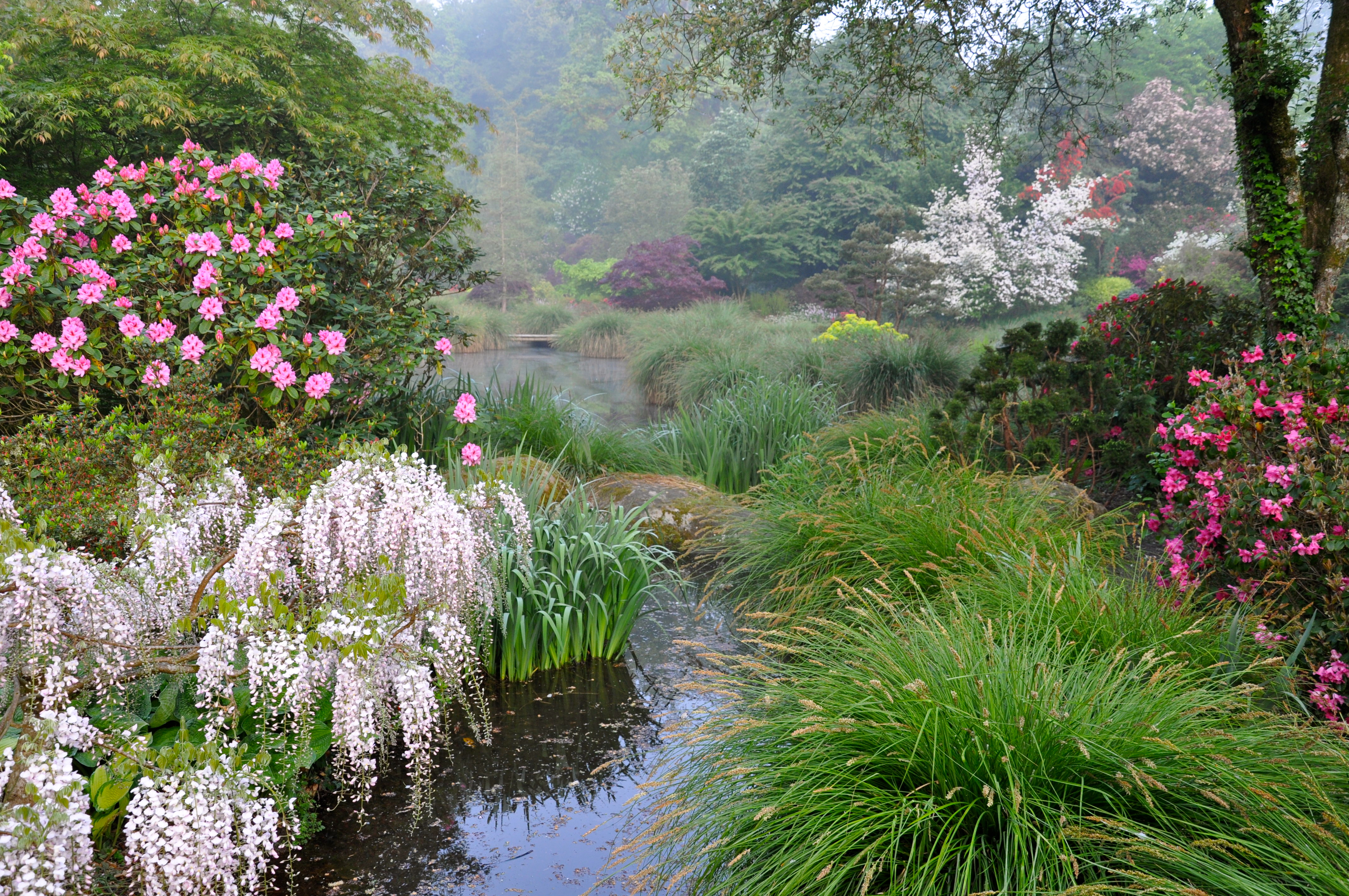
Der romantische Garten
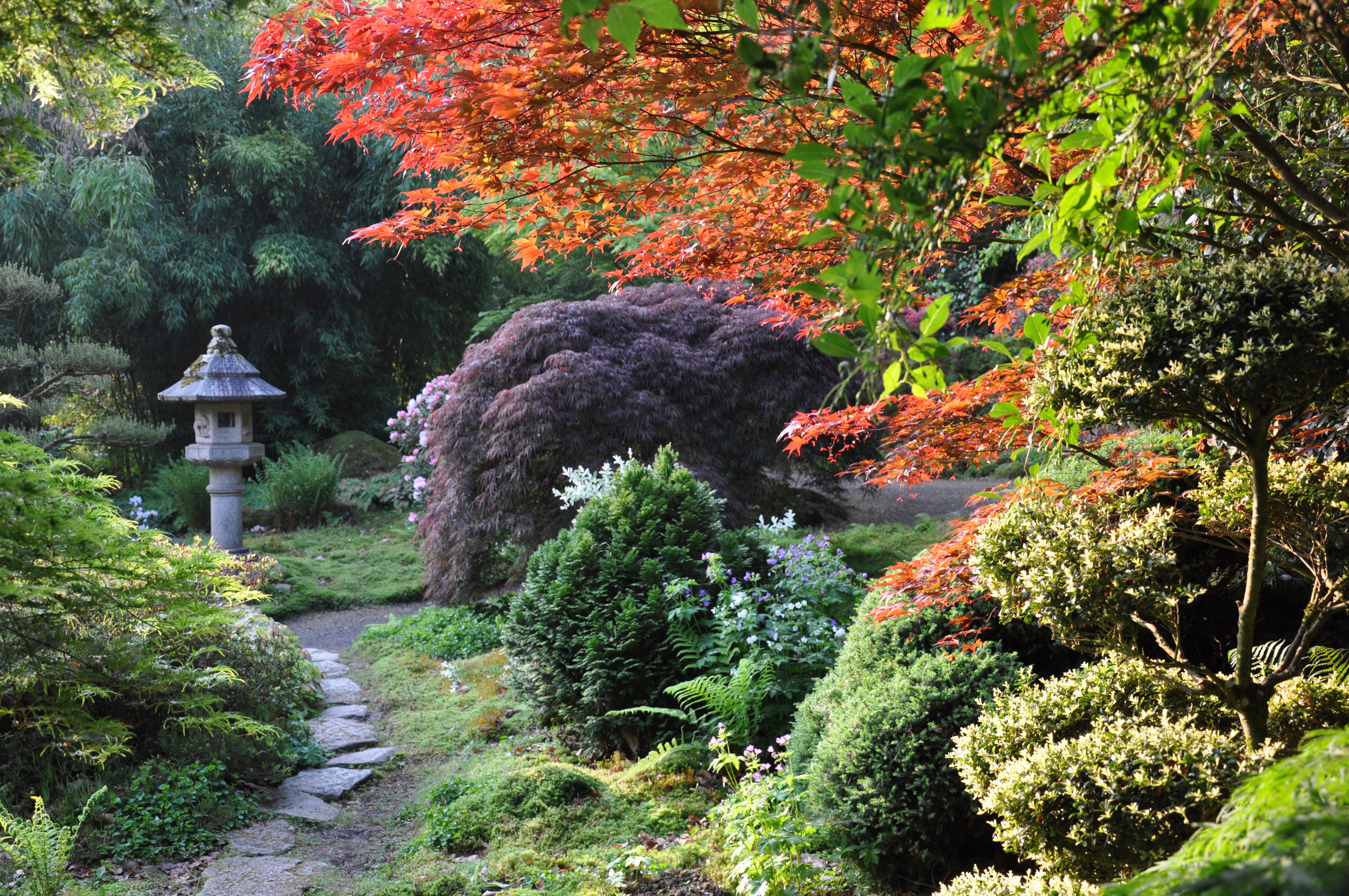
Der Garten der Morgensonne
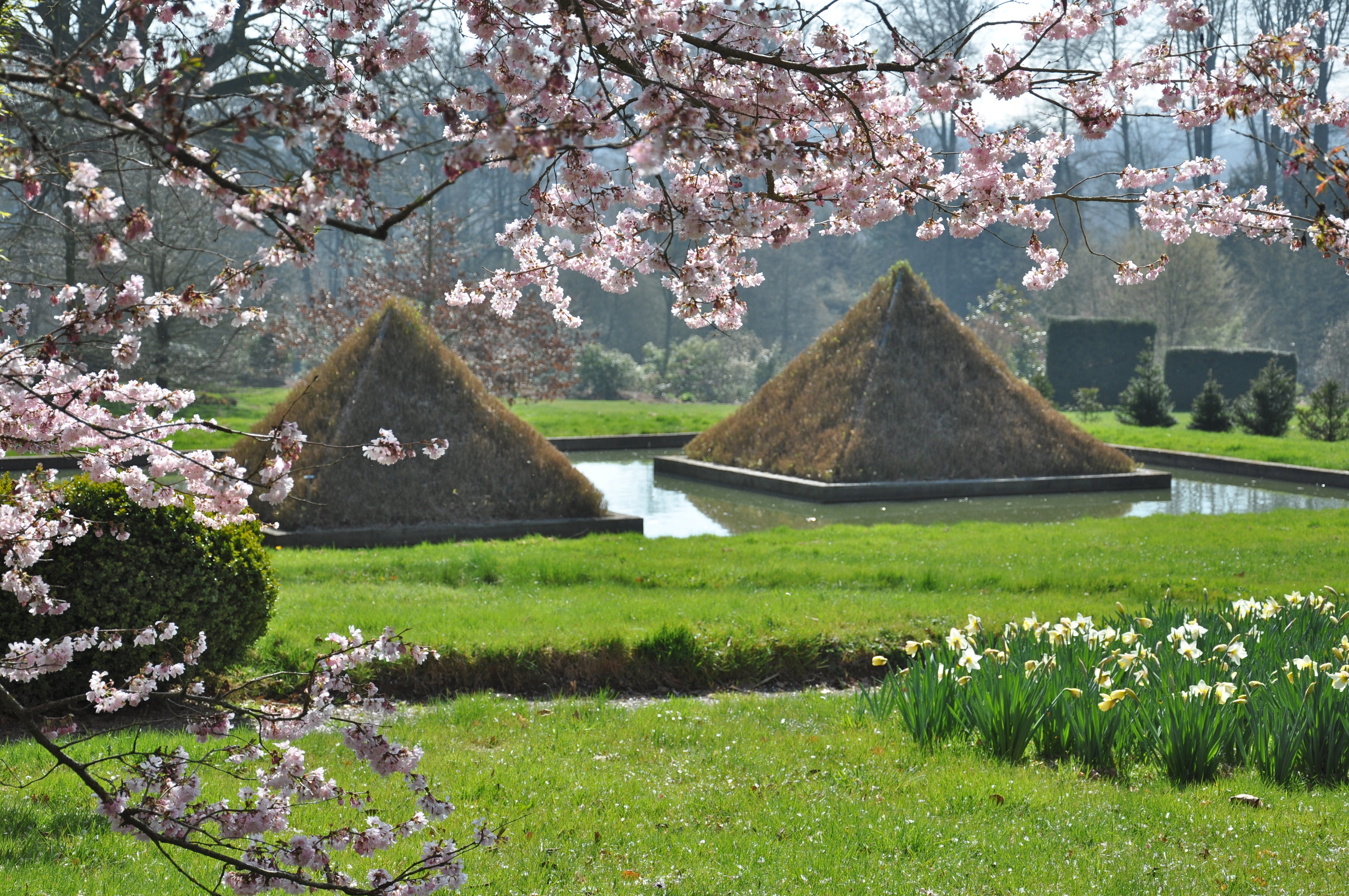
Das Bambuswäldchen
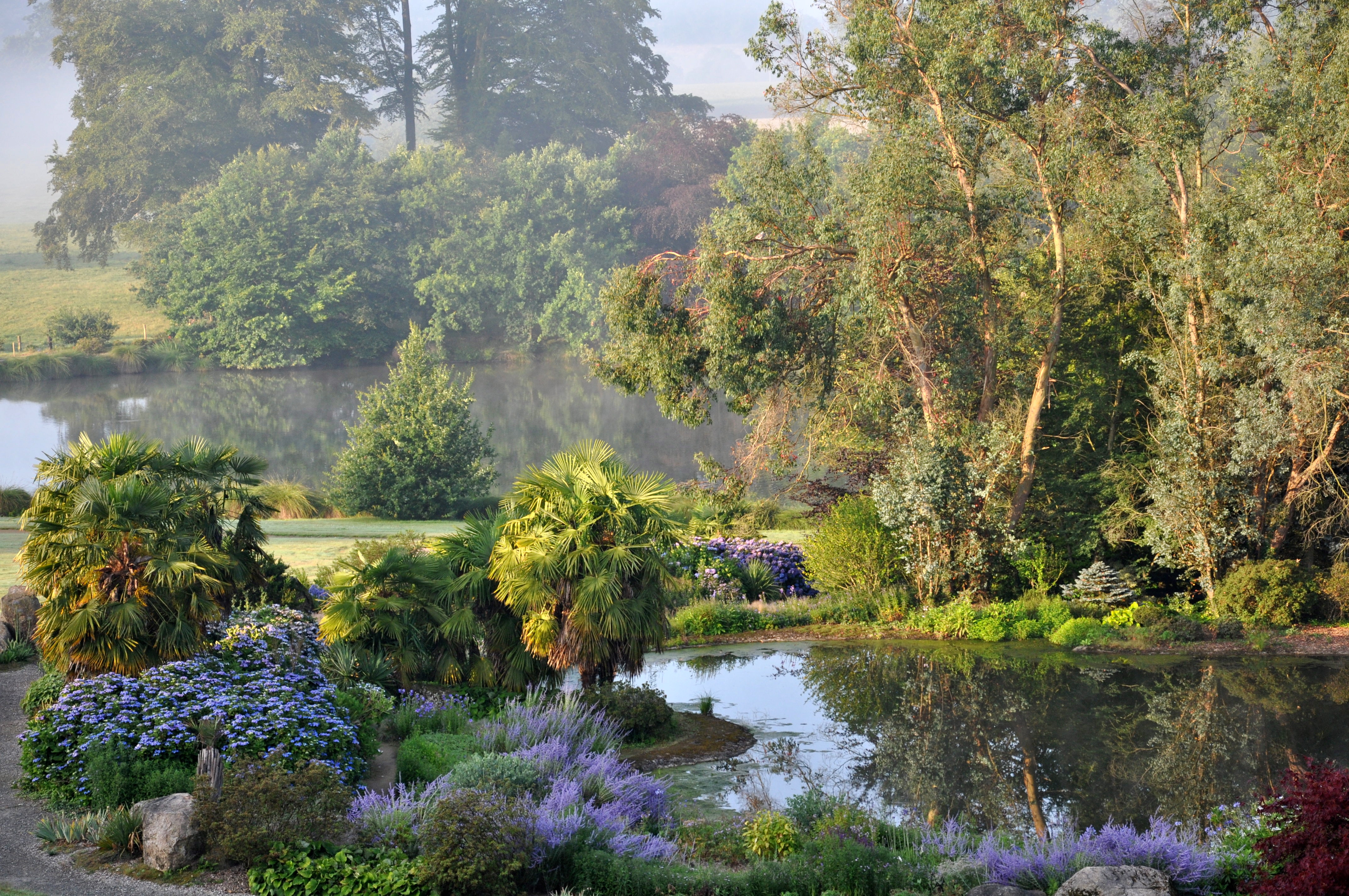
Der blaue Quell
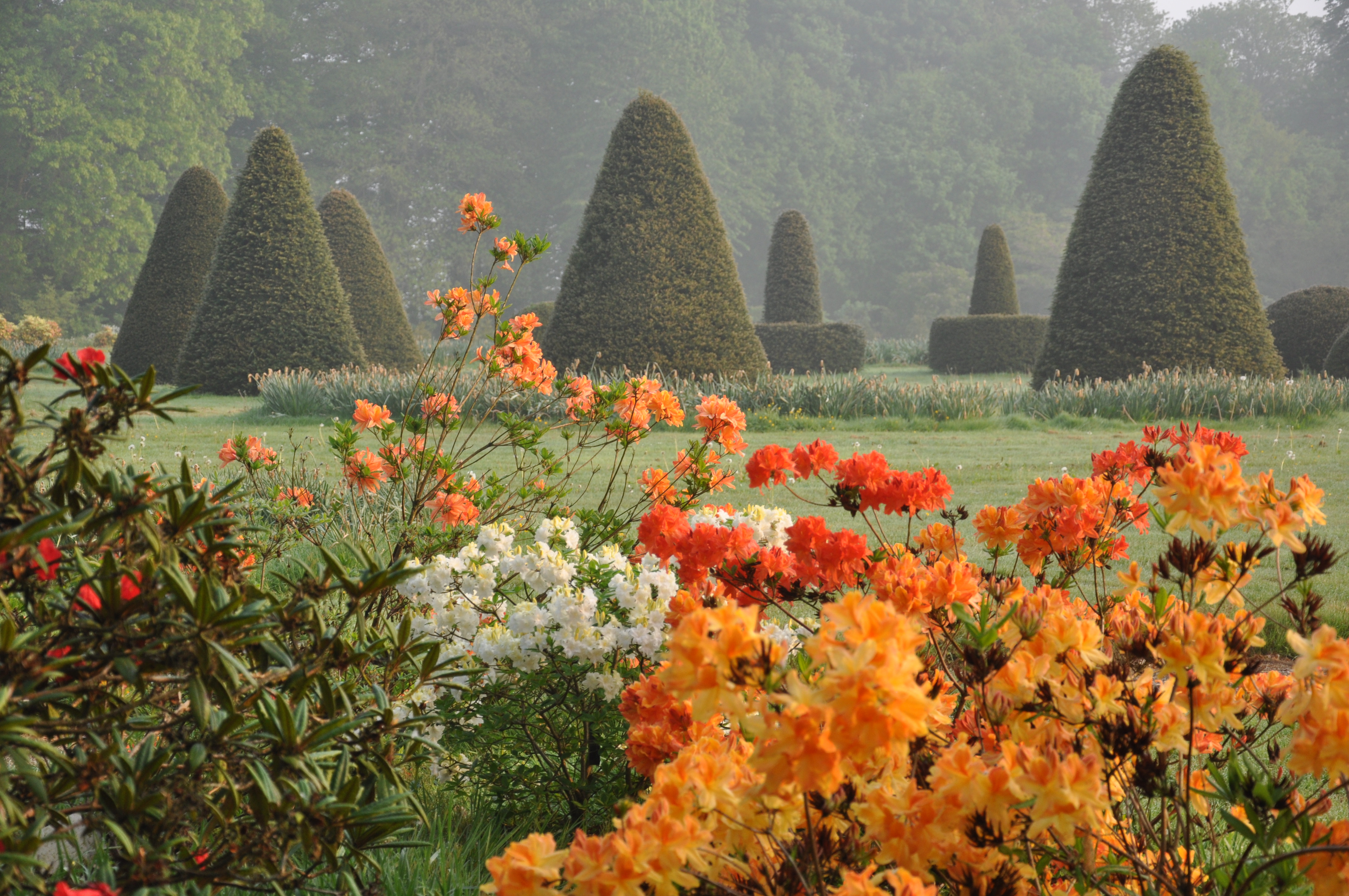
Der Garten des Olymps
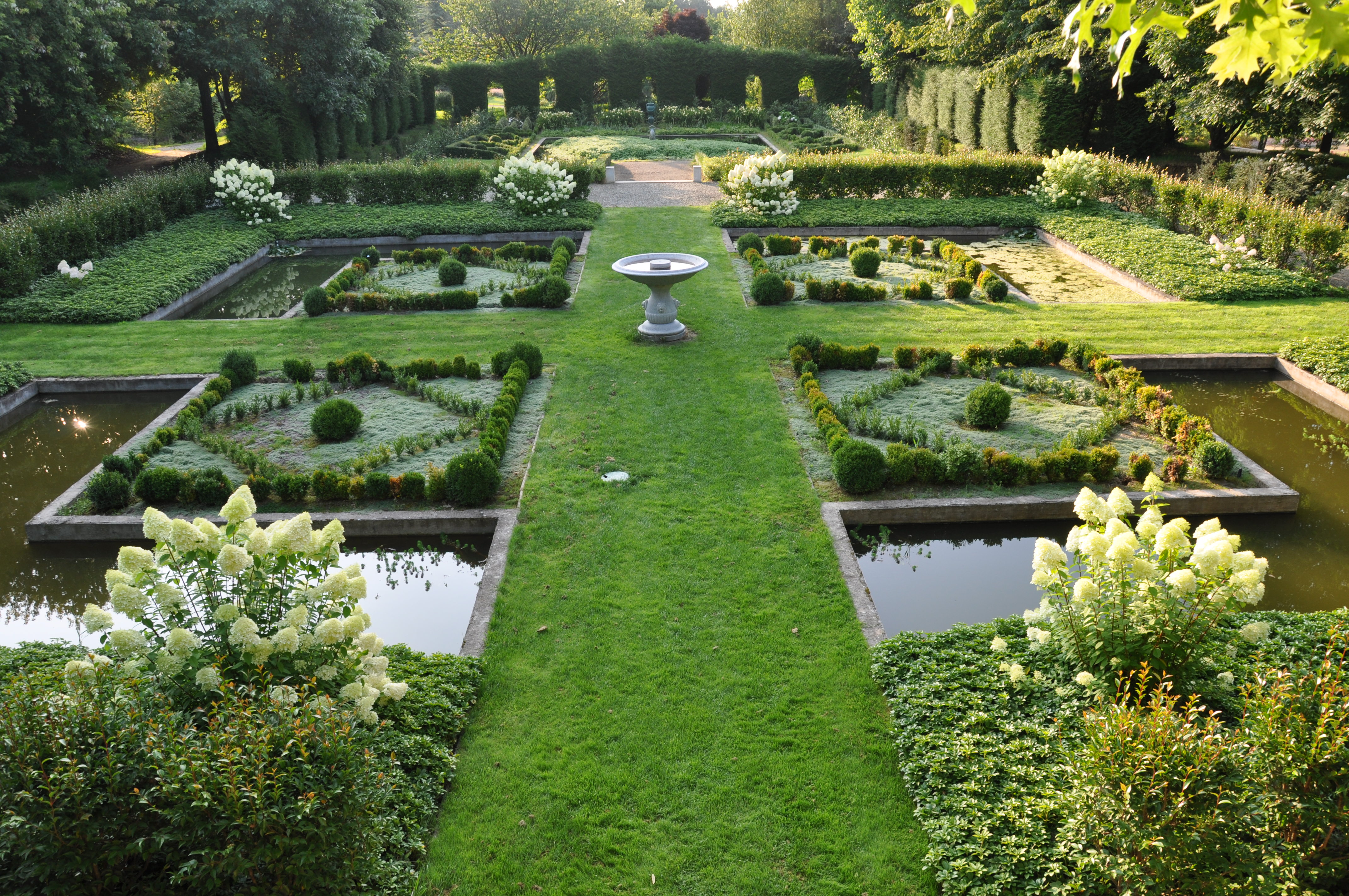
Der Geheimgarten